# Zilveren koffiekan uit de Onze-Lieve-Vrouweabdij van Leffe
De Zilveren koffiekan is een 18e-eeuwse koffiekan uit zilver, afkomstig uit de Onze-Lieve-Vrouweabdij van Leffe te Dinant. Het is een zeldzaam voorbeeld van een Dinants zilveren voorwerp uit die periode.

## Beschrijving
De koffiekan steunt op drie poten die uitlopen op hoeven van een ree. De poten zijn verbonden met de peervormige kan via een krul en een cartouche in rococostijl. De gebogen omtreklijnen maken een lichte beweging die uitloopt in spiraalmotieven en cartouches. Een ervan vormt de basis voor de giettuit. De lijnen van het middenstuk worden doorgetrokken in het klokvormige deksel dat uitloopt in een bloemknop met kelkbladeren.
Deze zilveren koffiekan herinnert qua stijl aan die uit de ateliers van de Zuidelijke Nederlanden in de jaren 1770. Koffiekannen met poten die uitlopen op reeënhoeven zijn ook typisch voor koffiekannen uit Doornik uit die periode.

## Achtergrond
De koffiekan werd in 1774 vervaardigd door Pierre Joseph Adam (1710-1778) die de opdracht kreeg van de abt Norbert Boulvin (1763-1780). Op de kan is de keurstempel aanwezig van Adam: PI/A, met een punt in het midden. Een merkteken van een plaatselijke gilde van zilversmeden ontbreekt, hoogstwaarschijnlijk omdat er te weinig edelsmeden waren in die regio.
De herkomst werd afgeleid uit de aanwezigheid van het blazoen van de abdij op de kan. De kan is in zijn geheel gemaakt van gedreven zilver waardoor het blazoen bij de aanmaak aanwezig was. Ze getuigt van het vakmanschap van Belgische zilversmeden. Andere zilveren voorwerpen uit de abdij geraakten verloren of vernield tijdens de Franse Revolutie.

## Geschiedenis
De zilveren koffiekan is aangekocht door de Koning Boudewijnstichting via het Fonds Pierre François Tilmon. De kan werd in 2019 gerestaureerd en wordt tentoongesteld in het Musée Groesbeeck de Croix, onderdeel van Les Bateliers Musée Archéologique et des Arts Décoratifs in Namen.